# Thubten Zopa Rinpoche
(Lama Zopa Rinpoche)
Lama Thubten Zopa Rinpoche (Thami, 3 dicembre 1946 – Katmandu, 13 aprile 2023) è stato un monaco buddhista nepalese.

## Biografia
Nacque a Thami, in una zona ai piedi dell'Everest non lontana dalla grotta di Lawudo, famosa per essere stata la dimora di Kunsang Yesce, uno yogi sherpa legato alla scuola Nyingmapa.
La sua famiglia possedeva alcuni terreni, che alla morte, poco dopo la sua nascita, furono confiscati per pagare i debiti.
Quando era ancora piccolo faceva ogni giorno dei giochi con gli amici in cui simulava le Pūjā e le iniziazioni. All'età di quattro anni fu affidato ad uno zio, un monaco di Thami, che gli insegnò a leggere e scrivere, e in seguito si trasferì al monastero di Rolwaling, dove rimase per sette anni, imparando le preghiere e i testi.
A dieci anni si recò in Tibet con i due zii monaci, visitando il monastero di Tashilhunpo, e in seguito Pagri, nota città commerciale, in cui incontrò un monaco che amministrava uno dei monasteri di Domo Ghesce, considerato un'emanazione di Lama Tzong Khapa, che gli propose di diventare suo discepolo. Fece peraltro alcune divinazioni e consultò un oracolo, da cui trasse la conferma che il giovane era la reincarnazione di Kunsang Yesce di Lawudo. Prese l'ordinazione di novizio e rimase per tre anni a Pagri.
Nel marzo del 1959 il Tibet fu occupato dai cinesi, e Thubten Zopa fece in tempo a fare un primo ritiro sul Guru Yoga di Lama Tzong Khapa, prima di dover scappare a Buxaduar, in India passando per il Bhutan. Si ammalò di tubercolosi, e fu mandato a curarsi a Nuova Delhi. Tornato sei mesi dopo a Buxaduar, fu allievo di Ghesce Rabten Rinpoce, Trijang Rinpoce e, soprattutto, di lama Yeshe, con cui nel 1967 si trasferì a Kopan, in Nepal, dove fondò il Nepal Mahayana Gompa Center, ove si tenne un primo corso di meditazione a circa venti studenti occidentali, che riscosse successo.
A seguito del continuo interesse che i due lama riscossero tra gli occidentali, diedero vita alla Fondazione per la preservazione della tradizione mahayana. Sino alla sua morte, Lama Zopa ne è stato il direttore spirituale. Rinvenne la reincarnazione di lama Yeshe in Osel Hita Torres.